# Мороз, Галина Владимировна
Гали́на Влади́мировна Моро́з (укр. Галина Володимирівна Мороз; родилась 21 мая 1961 года, Красное Львовской области Украины) — советская и украинская актриса театра и кино.

## Биография
После окончания школы во Львове переехала в Киев, где поступила в 1978 году в Киевский национальный университет театра, кино и телевидения имени И. К. Карпенко-Карого и получила профессиональное актёрское образование (1982).
Играла в одном из киевских театров, работала телеведущей. С 1980 по 1994 год снималась в кино.
Член Национального союза кинематографистов Украины.
В середине 90-х годов ушла из профессии. С 2002 года проживает в США в городе Херндон, штат Виргиния.

## Творчество

### Роли в кино
1. 1980 — Цветы луговые — Ксения Жаворонкова
2. 1984 — Всё начинается с любви — Зина
3. 1983 — Провал операции «Большая Медведица» — Влада Кандыба
4. 1989 — Наследница Ники — мать Лёньки
5. 1991 — Ночь самоубийцы —
6. 1992 — В той области небес — Лена
7. 1992 — Америкэн бой — Таня
8. 1994 — Заложники страха — Эмма